# 동도만
동도만(東島灣)은 경상남도 통영시 도산면 저산리 송기단과 산양읍 풍화리 할매바위 끝을 연결한 선내에 있는 해역이다.